# Bleckblåsinstrument

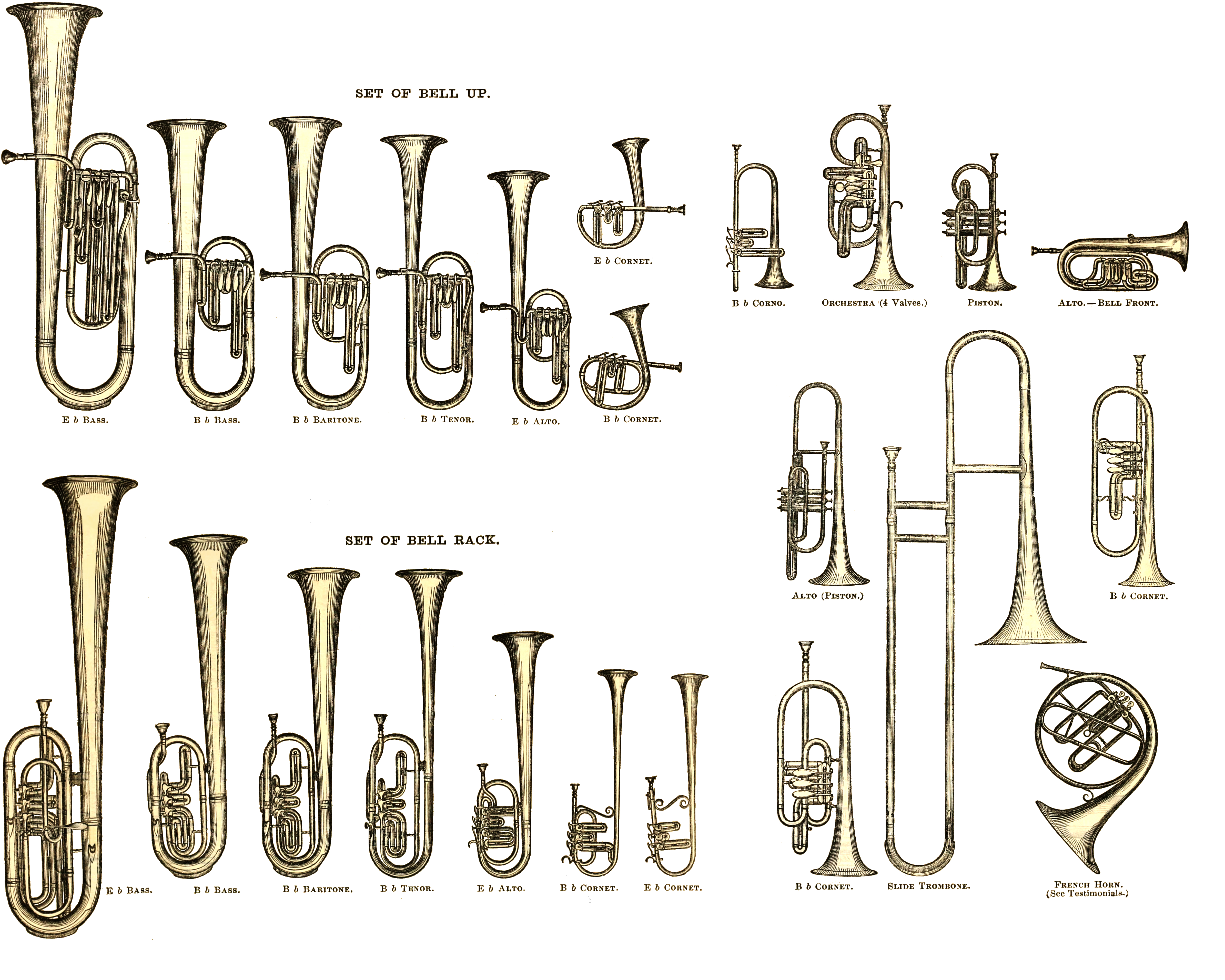
Olika bleckblåsinstrument.

Bleckblåsinstrument, även kallade mässingsinstrument eller brassinstrument (brass är engelska för mässing), är musikinstrument som huvudsakligen är tillverkade i metall (oftast mässing) och där toner alstras med läppteknik genom ett grytmunstycke (eller liknande). De är en av två familjer blåsinstrument i den västerländska musiken, där den andra är träblåsinstrument.
Exempel på bleckblåsinstrument är:
- Althorn
- Baryton
- Cimbasso
- Eufonium
- Flygelhorn
- Kornett
- Sousafon
- Trumpet
- Trombon
- Tuba
- Ventilbasun
- Valthorn

## Lista över tillverkare av bleckblåsinstrument
- Ahlberg & Ohlsson
- Alexander Mainz
- Atkinson
- Amati - Denak
- B&S
- Benicchio
- Keith Berg
- Besson (ägs numera av Courtois)
- Bohland & Fuchs
- Boosey & Hawkes
- Boerner
- Brown, Leonard
- Cantesanu Horns
- C.G. Conn
- Cornford, Germany
- Couesnon
- Courtois
- Desidera
- Dürk Horns
- Finke
- Geyer, Carl
- Greer, Lowell (natural horns)
- Hans Hoyer
- Wes Hatch
- Karl Hill (Kortesmaki Horns)
- Holton
- Hueller
- Hüttl
- M. Jiracek & Sons
- Kalison
- King (Se C.G. Conn)
- Klein
- Knopf
- Kruspe
- Jupiter
- John Kowalchuk (sordiner)
- Kujer
- L'olifant (munstycken)
- Lawson
- Lehmann
- S.W.Lewis-Chicago
- Lewis & Dürk
- Josef Lidl
- McCracken
- Meister Walter Nirschl
- Melchior
- Melton eller Meinl Weston i USA
- Monke
- Moennich
- Moosewood
- Olds
- Orsi
- Dieter Otto
- Parrot
- Patterson
- Paxman
- Pfeiffer
- Pope-Phelan
- Prinz
- Rampone & Cazzani
- Raoux
- Rauch
- Reynolds
- Ricco Kühn
- Rudolf Meinl
- Scherzer
- Engelbert Schmid
- Schmidt
- Schoepf
- Richard Seraphinoff (naturhorn)
- Worischek
- Selmer/Bach
- Sorley
- Stork (munstycken)
- Thibouville-Lamy
- Thein
- Uhlmann
- Wahl
- John Webb
- V.F.Červený (ägs av Amati - Denak)
- Willson
- Wunderlich
- Yamaha Corporation
- York
- Ågren